# Vojtěch Budík
Vojtěch Budík (* 29. ledna 1998, Pardubice) je český hokejový obránce.
Budík reprezentoval Českou republiku od svých 14 let. Odchovanec pardubického hokeje za tento klub nastupoval až do juniorské kategorie, do které nahlédl již ve svých 15 letech. Po absolvování šampionátu osmnáctiletých 2015 jej draftoval kanadský juniorský tým Prince Albert Raiders z ligy WHL, do kterého zamířil před sezónou 2015/16, ve které se taktéž účastnil mistrovství do 18 let. Po sezóně byl draftován do NHL v 5. kole klubem Buffalo Sabres z celkově 130. místa. Na přelomu let 2016 a 2017 hrál ve dvou utkáních juniorského šampionátu. O rok později už jako starší hráč patřil mezi opory obranných řad českého juniorského výběru na šampionátu do 20 let 2018 v americkém Buffalu.

## Úspěchy

### Kolektivní úspěchy
- 2015 - Stříbrná medaile na Evropském olympijském festivalu mládeže.